# Stenen gedicht
Stenen gedicht is een artistiek kunstwerk in Amsterdam-Oost.
In 2001 werd aan de Panamalaan 10-186 in Amsterdam-Oost het woongebouw Batavia neergezet naar ontwerp van architect Frits van Dongen. Het betreft een U-vormig gebouw dat aan de Panamalaan eindigt in een soort taartpunt (scherpe hoek). Voor die punt met het gevelvlak aan de laan schreef dichter Gerrit Kouwenaar het een gedicht. In typografie van Kees Nieuwenhuijzen (vaste typograaf van Kouwenaar) werd dat gedicht in de gevel verwerkt. Als voorbeeld diende een project van hun beiden in het Stedelijk Museum Amsterdam, waarbij dichtteksten op de wanden werden aangebracht. Het bakstenen gedicht is afgebeeld op een oppervlak van twaalf bij vijftien meter.
De tekst luidt:

Ik lig als een schip op de rede

Van een stad die eeuwen bestaat

Ik ben vastgelegd aan een heden

Maar draag een verleden naam

Ik huis hier tussen mijn muren

Zoals mensen binnen een huid

Ruimte kijkt uit door mijn ramen

Ik ben voor de mensen gebouwd

Hetzelfde gedicht is als plaquette geplaatst op de Koninklijke Gaanderijen te Oostende.